# Traptoren
Een traptoren is een toren, die als belangrijkste, soms enige, functie heeft dat er zich een trap in bevindt. Meestal is dit een spiltrap of een wenteltrap.
Traptorens kunnen echter ook aangebouwd zijn tegen (kerk)torens, zodat aldus het gehele vloeroppervlak van de toren voor andere doeleinden kan worden benut. Ook kunnen traptorens tegen de buitenmuur van een kasteel of ander groot en hoog gebouw zijn aangebracht. In de kerkenbouw werd een traptoren ook wel toegepast als alternatief voor een volwaardige toren.
Traptorens zijn vaak zes- of achtkantig van grondoppervlak en zijn in het algemeen lager dan het gebouw of de toren die ze bedienen, aangezien ze slechts de hoogste vloer moeten bereiken die regelmatig wordt betreden. De hoogste plekken in het gebouw of toren, zoals de zolders, kunnen dan met eenvoudige binnentrappen of ladders worden bereikt. 
Vaak zijn traptorens slechts gedeeltelijk uitgebouwd, waardoor niet alle zijden van buitenaf zichtbaar zijn.
Een traptoren heeft niet alleen een grondvlakbesparende maar ook een architectonische functie: Een toren krijgt er een speelser uiterlijk door. Een zeer belangrijk voordeel verder is dat vrijwel over de gehele lengte van de trap lichtsleuven of vensters kunnen worden aangebracht. Vooral in vroeger tijden, toen verlichting met flambouwen of kaarsen moest geschieden, was dit van belang.

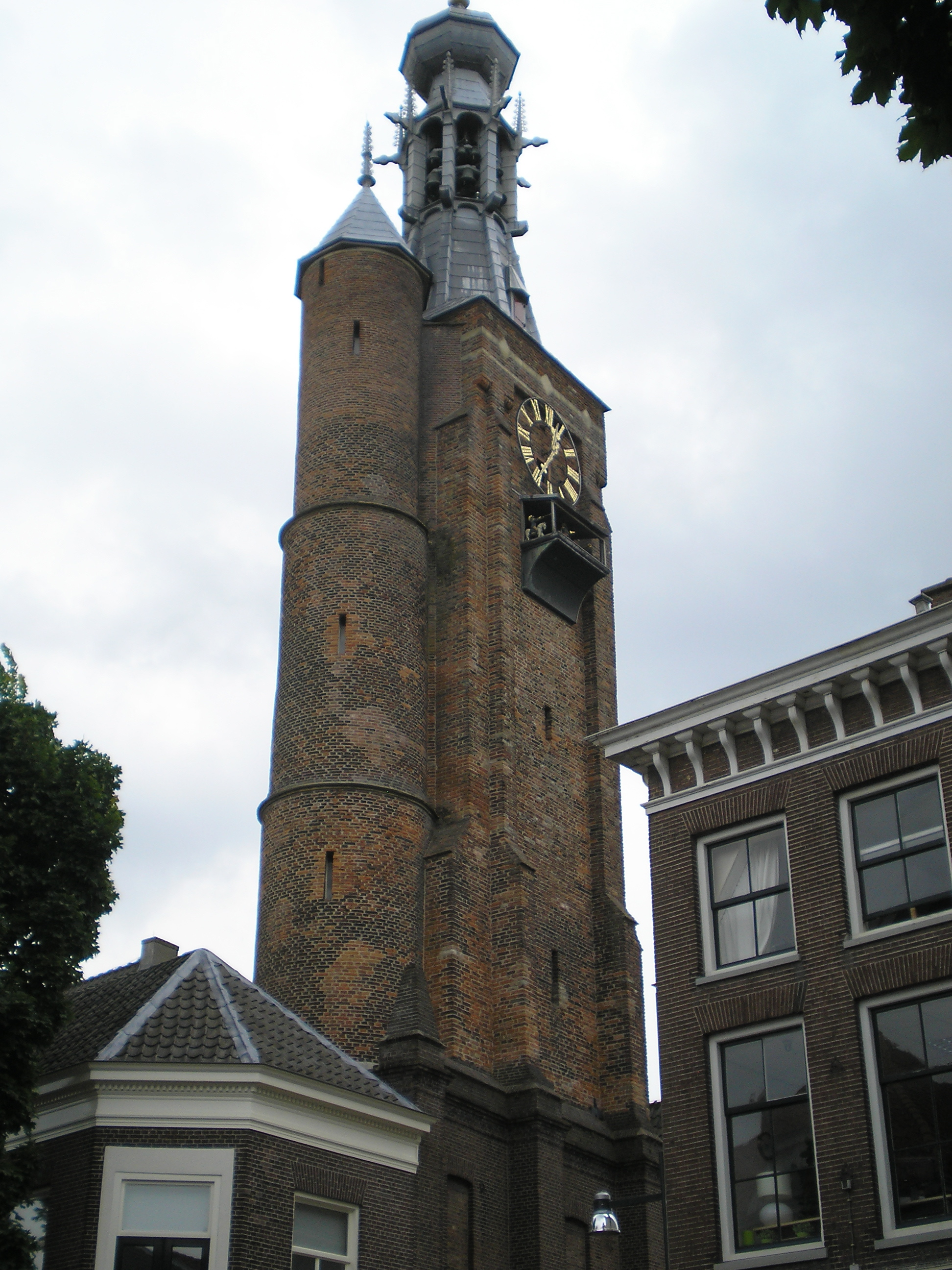
Ronde traptoren aan de Gasthuistoren te Zaltbommel
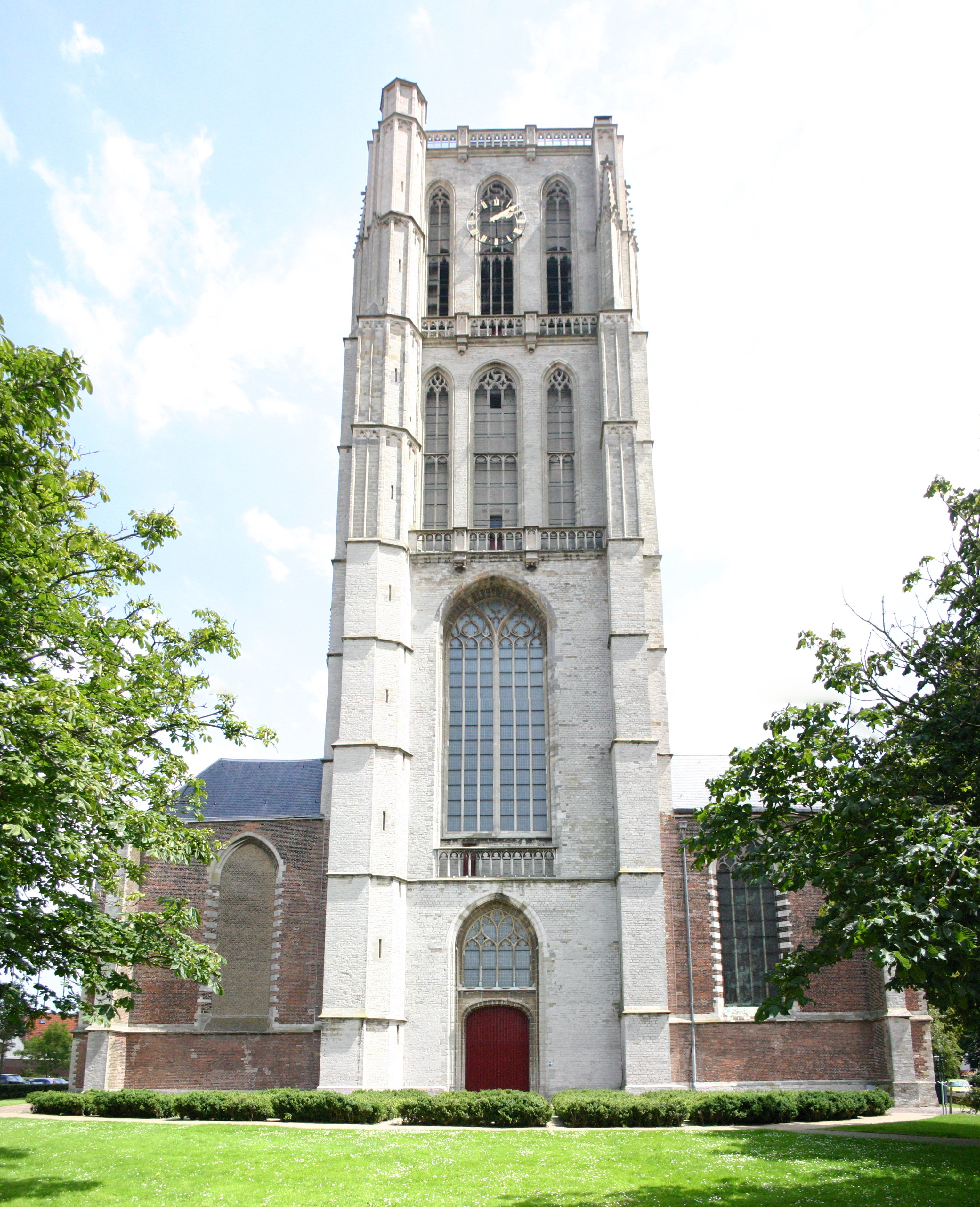
De toren van de Grote of Sint-Catharijnekerk te Brielle, met uitgebouwde traptoren
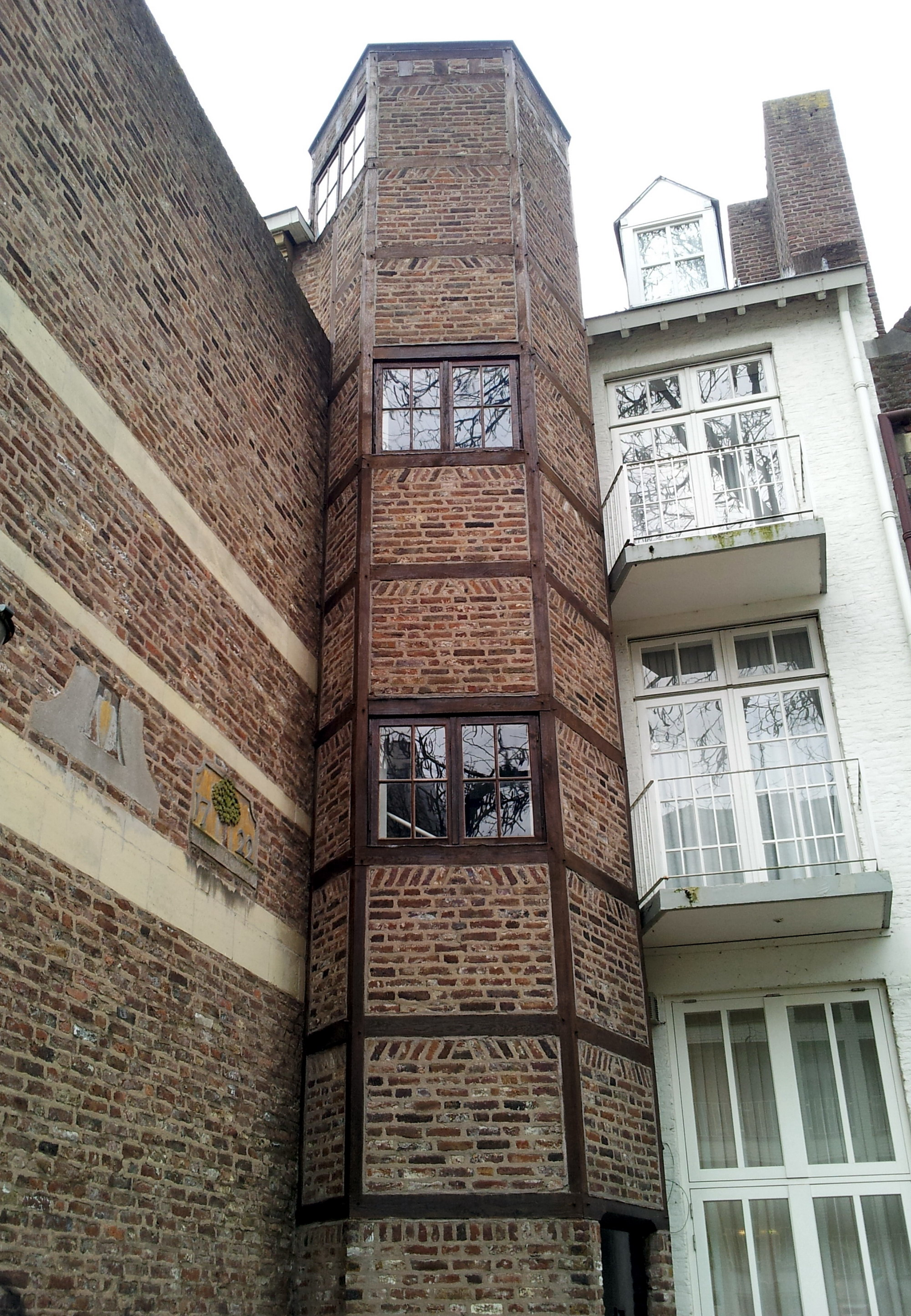
Traptoren in vakwerk aan de achterkant van een burgerhuis in de Stokstraat te Maastricht
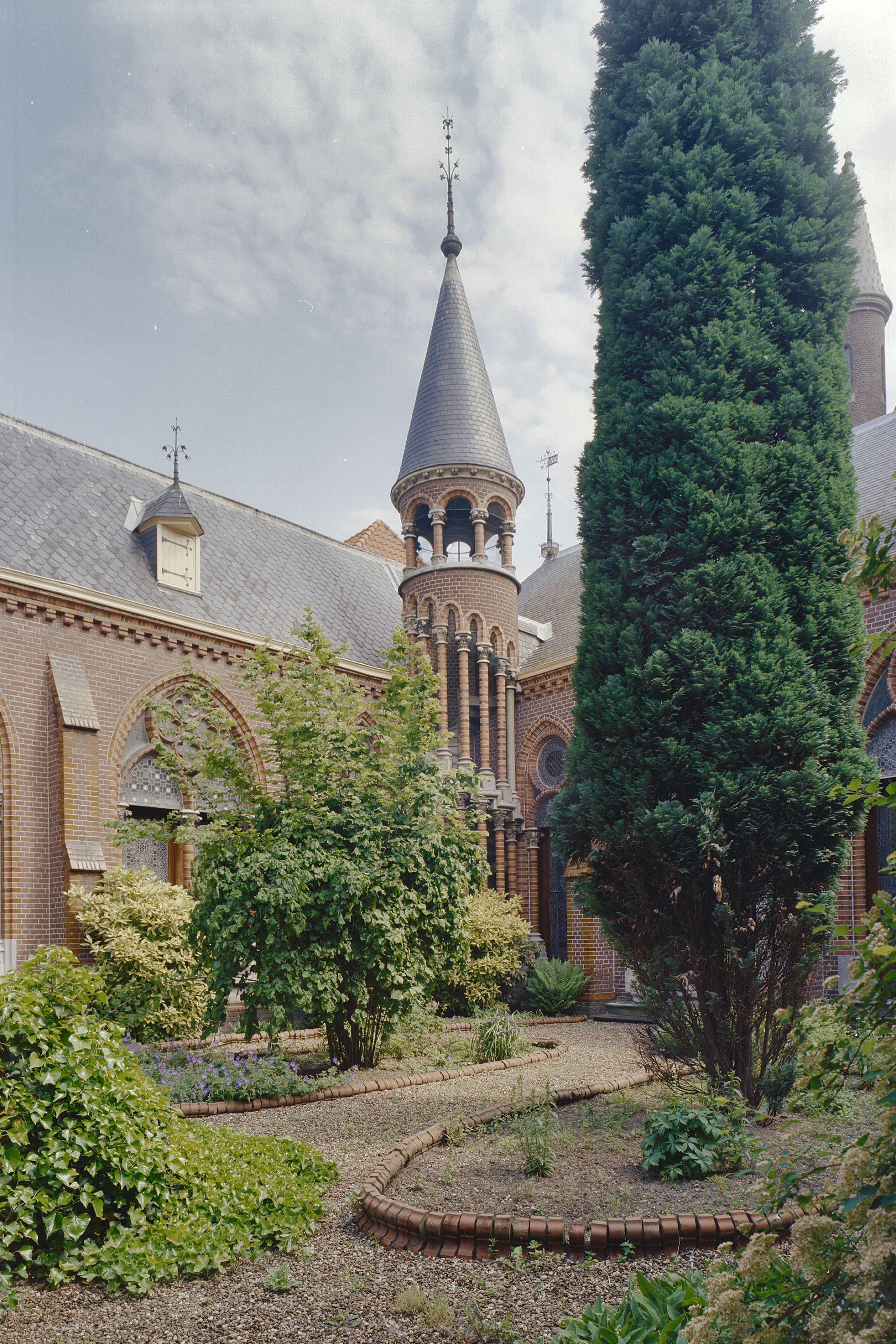
Opengewerkte traptoren in de pandhof van het Mariapark in Sittard (1891)
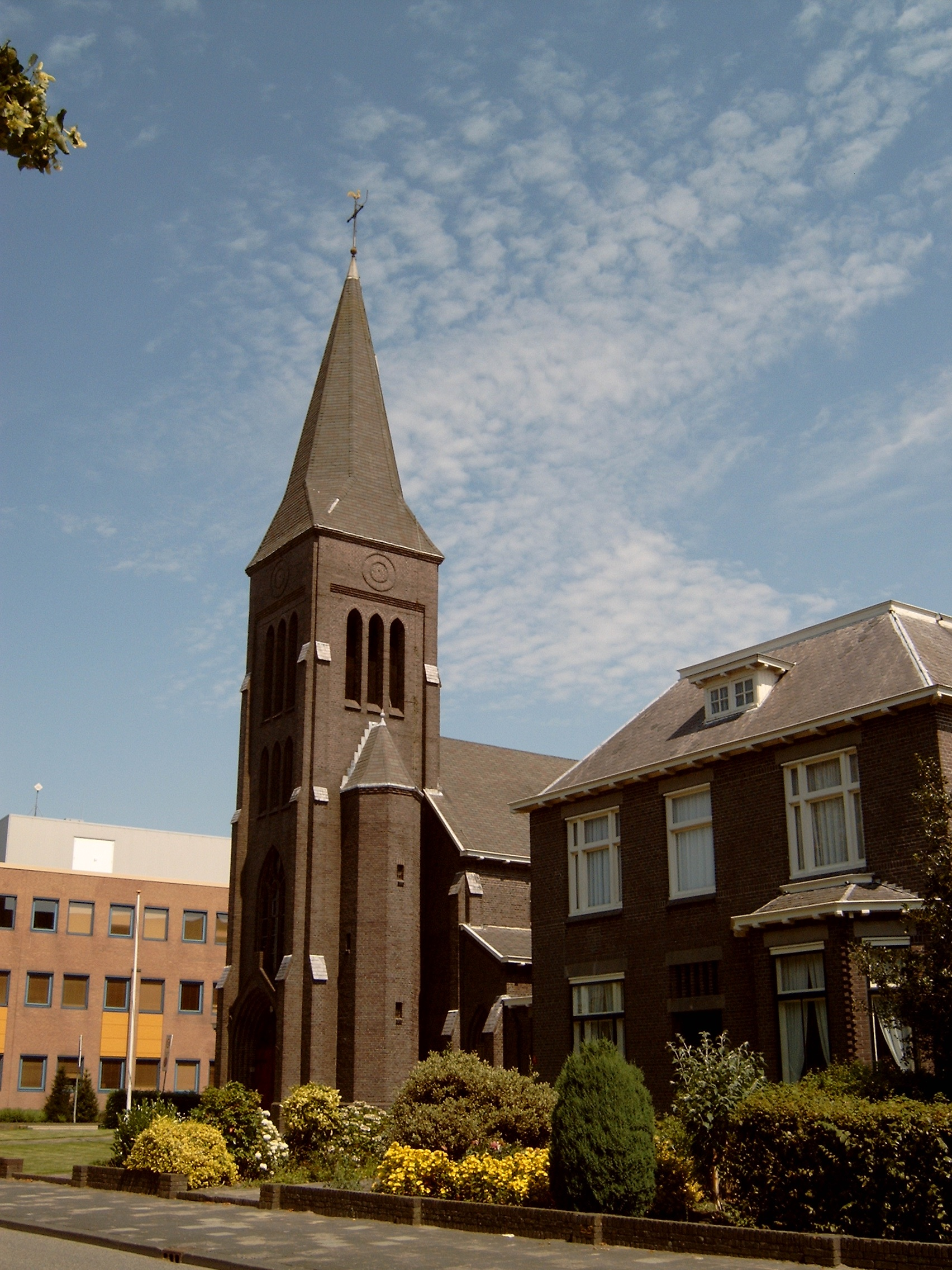
Voorbeeld van een 20e-eeuwse traptoren: Sint-Jozefkerk (Delfzijl)